# Ewa Fryś-Pietraszkowa
Ewa Fryś-Pietraszkowa (ur. 23 lipca 1934, zm. 14 lutego 2008) – polska etnograf i publicysta, znawczyni sztuki ludowej.

## Życiorys
Jako młoda dziewczyna uczęszczała do andrychowskiej 11-letniej szkoły ogólnokształcącej, gdzie zdała maturę w 1951 r. Cztery lata później ukończyła studia etnograficzne na Uniwersytecie Jagiellońskim i rozpoczęła pracę w  Pracowni Badania Sztuki Ludowej Państwowego Instytutu Sztuki, z którą była związana, również jako kierowniczka tej instytucji (od końca lat 80. XX w.),  aż do jej rozwiązania w 1997 r. Szczególnym zainteresowaniem darzyła garncarstwo i to właśnie jemu poświęciła nie tylko pracę magisterską ("Garncarstwo w zachodniej części województwa krakowskiego", napisaną pod kierunkiem prof. K. Moszyńskiego), ale także doktorską. Tę ostatnią obroniła w 1966 na Uniwersytecie Marii Curie Skłodowskiej w Lublinie ("Ośrodek garncarski w Łążku Ordynackim i jego wyroby na tle ceramiki malowanej w Polsce", promotorem pracy był prof. R. Reinfuss), a potem w 1973 r. wydała drukiem pod tym samym tytułem. Oprócz garncarstwa interesowała się zdobnictwem w meblarstwie i kowalstwie oraz zagadnieniami związanymi z urządzaniem wnętrz mieszkalnych stopniowo rozszerzając tematykę badań także o strój i tkaninę. W prowadzonych przez wiele lat badaniach terenowych fascynowały ją transformacje widoczne w tradycyjnej ludowej twórczości artystycznej (oprócz Małopolski także m.in.  Podlasia czy Podhala). Jest współautorką (razem z A. Kuczyńską, M. Prokopkiem) wielokrotnie nagradzanej publikacji pt. "Sztuka Ludowa w Polsce" (Warszawa 1988), a od końca lat 90. XX wieku współredagowała seryjne publikacje wydawane przez  Polskie Towarzystwo Ludoznawcze pt.: "Etnografowie i ludoznawcy polscy. Sylwetki, szkice biograficzne".
Aktywnie uczestniczyła w przedsięwzięciach „Cepelii" (w latach 1971-1989). W okresie od 1993 do 2002 r. była rzeczoznawczynią Krajowej Komisji Artystycznej i Etnograficznej przy Fundacji „Cepelia" (Zarząd Fundacji odznaczył ją w 1999 r. medalem 50-lecia „Cepelii"). Współpracowała z licznymi radami muzealnymi i towarzystwami, z których wymienić można m.in.: Polskie Towarzystwo Ludoznawcze (od 1953, w 2003 otrzymała tytuł członka honorowego), Komisję Etnograficzną PAN – Oddział w Krakowie (od 1973; wiceprezes 1993–1996), Radę Muzealną Muzeum Etnograficznego im. S. Udzieli w Krakowie (2004–2008), Rada Muzeum Tatrzańskiego im. Dr Tytusa Chałubińskiego w Zakopanem (1994-2008), Radę Naukową Stowarzyszenia Twórców Ludowych (od 1969) i inne. Ewa Fryś – Pietraszkowa opracowała scenariusze i zrealizowała w Krakowie szereg wystaw: Polska sztuka ludowa – dziedzictwo przeszłości (wspólnie z A. Kunczyńską, 1991), Polska sztuka ludowa w dokumentacji Instytutu PAN (1988), Wieś polska w rysunkach i temperach Marii Czarneckiej (2005). Była także autorką koncepcji wystawy: Zofia i Roman Reinfussowie. Życie, praca i dzieło (2003).
Za swoją wszechstronną pracę została wyróżniona licznymi odznaczeniami: Krzyżem Kawalerskim Orderu Odrodzenia Polski (1989), Złotym Krzyżem Zasługi (1979), medalem i nagrodą Oskara Kolberga (1997), odznaką „Zasłużony Działacz Kultury" (1982) oraz złotą odznaką „Za zasługi dla Ziemi Krakowskiej" (1989).
W latach 90. XX w., po przejściu na emeryturę, badaczka działała w Towarzystwie Miłośników Andrychowa. W Izbie Regionalnej Ziemi Andrychowskiej w ramach cyklu „Moja Mała Ojczyzna" współorganizowała i konsultowała wystawy oraz wygłaszała referaty, m.in. na temat historii andrychowskiego garncarstwa, młynarstwa, piekarstwa i tradycji rzemieślniczych. Gromadziła wraz z innymi osobami z Towarzystwa materiały archiwalne nt. nieistniejącego już dziś, a działającego niegdyś prężnie ośrodka garncarskiego i kompletowała kartotekę garncarzy.
Pochowana 17 lutego 2008 na Cmentarzu Komunalnym w Andrychowie.

## Publikacje
- "Etnografowie i ludoznawcy polscy. Sylwetki, szkice biograficzne", pod red. E. Fryś-Pietraszkowej, A. Kowalskiej-Lewickiej, A. Spiss, Wydawnictwo Naukowe DWN/ Oddział Polskiego Towarzystwa Ludoznawczego w Krakowie, Kraków 2002, ISBN 83-87623-65-2 (pl.)
- ”Ośrodek garncarski w Łążku Ordynackim i jego wyroby na tle ceramiki malowanej w Polsce” (Wyd. Zakład Narodowy im. Ossolińskich Wydawnictwo PAN, Gdańsk, 1973 r.)
- ”Sztuka ludowa w Polsce” ("Arkady", Warszawa, 1991 r., ISBN 83-213-3312-5) wspólnie z Anną Kunczyńską-Iracką i Marianem Prokopkiem.
- ”Zdobnictwo bibułkowe Żywiecczyzny” (Muzeum ; Kraków : Muzeum Narodowe, Żywiec, 1975 r.)